# هيلموت بيشوف
هيلموت بيشوف (1 مارس 1908 - 5 يناير 1993) ألماني برتبة إس إس-أوبرستورمبانفورر ومسؤول أمني نازي. خلال الحرب العالمية الثانية كان زعيم أينزاتسغروبن 1 / IV في بولندا وخدم في وقت لاحق رئيسا للشرطة الأمنية الألمانية (SD) وشرطة الأمن (سيبو) لبوزنان (بوسن) وماغدبورغ.
في ديسمبر 1943، تم تعيين بيشوف رئيسًا للأمن لبرنامج الأسلحة الخامس الألماني، وكان يعمل كمدير لقوات الدفاع الذاتى في معسكر الاعتقال ميتلباو دورا من فبراير إلى أبريل 1945. بين 1967 و 1970 كان بيشوف مدعى عليه في محاكمة جرائم الحرب في إيسن-دورا.

## حياته
ولد بيشوف في 1 مارس 1908 في بلدة جلوجاو في مقاطعة سيليزيا، التي كانت آنذاك جزءًا من الإمبراطورية الألمانية (الآن: غوغوف، بولندا ). من 1923-1925 كان بيشوف عضوًا في رابطة الفايكنغ، وهي مجموعة شبه عسكرية مرتبطة بحركة القنصل اليمينية. بعد تخرجه، تابع بيشوف دراسة القانون في جامعة لايبزيغ وجامعة جنيف.

## الجستابو
بعد التأهل كمحامي، انضم إلى شوتزشتافل (SS) في نوفمبر 1935 (SS # 272 403). خضع لتدريب عسكري وشرطي وتم تعيينه في الغيستابو، حيث عمل في مكتب المقاطعة في لغنيتسا حتى أكتوبر 1936. ثم انتقل لاحقًا للعمل كمدير لإدارات الغيستابو في لونبورغ (1936-1937) وكوسلين (1937-1939).  بحلول اندلاع الحرب العالمية الثانية، رقي بيشوف إلى رتبة قائد وحدة الاعتداء (رائد) في الشوتزشتافل.